# Vanzago
Vanzago is een gemeente in de Italiaanse metropolitane stad Milaan (regio Lombardije) en telt 7615 inwoners (31-12-2004). De oppervlakte bedraagt 6,2 km², de bevolkingsdichtheid is 1289 inwoners per km².
De volgende frazioni maken deel uit van de gemeente: Mantegazza, Valdarenne, Tre Campane.

## Demografie
Vanzago telt ongeveer 3057 huishoudens. Het aantal inwoners steeg in de periode 1991-2001 met 19,7% volgens cijfers uit de tienjaarlijkse volkstellingen van ISTAT.
| Jaar | Inwoneraantal |
| ---- | ------------- |
| 1991 | 5668          |
| 2001 | 6783          |

## Geografie
De gemeente ligt op ongeveer 154 m boven zeeniveau.
Vanzago grenst aan de volgende gemeenten: Pogliano Milanese, Pregnana Milanese, Arluno, Sedriano.